# Diplaspis hydrocotyle
Diplaspis hydrocotyle är en flockblommig växtart som beskrevs av Joseph Dalton Hooker. Diplaspis hydrocotyle ingår i släktet Diplaspis och familjen flockblommiga växter. Inga underarter finns listade i Catalogue of Life.